# よにのちゃんねる
よにのちゃんねるは、二宮和也、中丸雄一、山田涼介、菊池風磨の4名によるYouTubeチャンネル。嵐の二宮和也の主導で2021年に開設された。2023年12月より「ジャにのちゃんねる」からチャンネル名を変更した。

## 概説
2021年4月8日に「芸能事務所からの重大なお知らせ」「ジャニーズの人からのお知らせ」というタイトルの動画が投稿され、企画がスタートした。4月25日には「#1幕開け」と題した動画が投稿され、二宮自身によるYouTubeチャンネルであることが明かされた。
その後、チャンネルに出演するメンバーが少しずつ発表されていき、2021年5月時点でのチャンネル出演者は合計4人となった。
ジャニーズ事務所は、これまで所属アーティストによる公式YouTubeチャンネルを複数展開しているが、「ジャにのちゃんねる」ではYouTubeに特化した娯楽コンテンツを提供している点で異なる。公開されている動画の監修と文字入れは二宮が、編集作業の一部はKAT-TUNの中丸雄一が担当しているとされる。
開設から21日目の4月29日にチャンネル登録者が200万人を達成、この記録は2021年現在、日本最速となっている。
7月20日、BitStar社が発表している「2021年上半期 新チャンネル登録者数ランキング」（2021年1月から6月に開設されたYouTubeチャンネルの登録者数ランキング）にて登録者258万人を記録し、1位を獲得する。
12月11日、YouTubeが発表した国内トップ登録者増加クリエイターランキングという、2021年の一年間でショート動画クリエイターを除き登録者数を大きく伸ばしたチャンネルのランキングにおいて、ジャにのちゃんねるが1位を獲得した。
12月28日、BitStar社が発表している「2021年 新チャンネル登録者数ランキング」（2021年1月から12月15日に開設されたYouTubeチャンネルの登録者数ランキング）にて登録者290万人を記録し、1位を獲得。「2021年 急上昇入りチャンネルランキング」（2021年1月から12月15日に投稿された動画では多く「#急上昇」入りを果たしたYouTubeチャンネルのランキング）にて急上昇52本を記録し、6位を獲得した。
2022年1月4日に、チャンネル登録者が300万人を達成した。
2022年4月23日、ゲストとして地上波初出演した日本テレビ系『1億3000万人のSHOWチャンネル』にて、2022年の『24時間テレビ「愛は地球を救う」45』のメインパーソナリティーを務めることが正式発表された。24時間テレビ本番までチャンネルにて毎週金曜日に関連コンテンツも配信された。
2022年5月7日に登録者数326万人を突破して、ジャニーズのYouTubeチャンネルとして1位になった。
2022年8月30日に、チャンネル登録者が350万人を達成した。
2023年11月23日には、チャンネル登録者が400万人を達成した、ジャニーズ初の400万人台という快挙を成し遂げた。
2023年10月4日、ジャニーズ事務所の新体制に伴い、新たなチャンネル名を公募、メンバー本来のグループでの活動を第一に考えるため、11月頭の復帰を目指して、一時休止することを発表した。11月1日、一時休止発表後では初めてとなる動画を投稿。チャンネルの継続、チャンネル名の変更を改めて明言し、事務所の新体制に合わせた個々の活動がまとまってから、チャンネルも再開することを宣言した。なお、この間に二宮が事務所から独立しているが、動画にはそのことに触れながら変わらず出演している。12月3日に約2ヶ月ぶりに動画投稿を再開。その時点ではまだ何も決まっていないとしながらも、年を越す前に更新することを決意し、再開を決めた。12月6日、新しいチャンネル名候補を5つ発表した。12月10日、新しいチャンネル名が「よにのちゃんねる」になることを発表した。
2024年8月7日、中丸の活動謹慎発表を受けて、本チャンネルの更新を休止することを発表した。
2024年8月31日、翌9月1日からの更新再開を発表した。同日以降の動画では中丸を除いた3人のみが出演している。

## メンバー
※備考・動画内の愛称を除き、STARTO ENTERTAINMENTおよびオフィスにの公式サイトのプロフィールをもとに記述。
| 名前                            | 生年月日              | 血液型 | 出身地 | 所属グループ   | 備考     | 動画内の愛称 |
| ------------------------------- | --------------------- | ------ | ------ | -------------- | -------- | ------------ |
| 二宮 和也 （にのみや かずなり） | 1983年6月17日（42歳） | A型    | 東京都 | 嵐             | 経理担当 | 経理（社長） |
| 中丸 雄一 （なかまる ゆういち） | 1983年9月4日（41歳）  | O型    | 東京都 |                | 編集担当 | 編集         |
| 山田 涼介 （やまだ りょうすけ） | 1993年5月9日（32歳）  | B型    | 東京都 | Hey! Say! JUMP |          | 自発光       |
| 菊池 風磨 （きくち ふうま）     | 1995年3月7日（30歳）  | A型    | 東京都 | timelesz       |          | 卍           |

## 出演

### テレビ番組
- 24時間テレビ 愛は地球を救う45〜会いたい〜（2022年8月27日・28日、日本テレビ系） - メインパーソナリティー[27]

### ラジオ出演
- よにのちゃんねるのオールナイトニッポンPremium（2024年10月22日、ニッポン放送）- パーソナリティ[28]

### CM
- アサヒビール「クリアアサヒ」（2023年4月14日 - ）[29]